# 小行星2863
小行星2863（2863 Ben Mayer）是一颗绕太阳运转的小行星，为主小行星带小行星。该小行星于1981年8月30日发现。
該小行星以美國天文學家班·梅爾命名。

## 轨道参数
小行星2863的轨道半长轴为3.1599444 UA，离心率为0.197。